# 정종헌
정종헌(1969년 7월 12일 ~ )은 롯데 자이언츠의 전 야구 선수다. 부경고등학교를 졸업했다.

## 같이 보기
- 1989년 롯데 자이언츠 시즌